# Christopher Vane (1er baron Barnard)
Pour les articles homonymes, voir Christopher Vane et Vane (homonymie).
Christopher Vane, 1er baron Barnard (21 mai 1653 – 28 octobre 1723) est un pair anglais. Il est connu pour ses démêlés avec ses héritiers et pour l'emploi de Pierre Smart, le père du poète Christopher Smart, en tant qu'intendant.

## Biographie
Christopher Vane est le fils de Henry Vane (le jeune). Il hérite du Château de Raby, Durham et Fairlawne, Kent, après la décapitation de son père à Tower Hill en 1662. Il est député du comté de Durham de 1675 à 1679, et comme Whig pour Boroughbridge de 1689 à 1690 (son élection a été annulée). Il est conseiller privé en 1688, et en 1698, est créé baron Barnard de Barnard Castle par Guillaume III.
Quand il vit au Château de Raby, Christopher embauche John Bazire et Pierre Smart, le père de Christopher Smart. Une lutte entre sa femme et sa belle-fille, Lucy Jolliffe a lieu après 1703 et Christopher refuse de payer une rente à son fils, William, après que William ait reçu le domaine de Shipbourne. William a un procès sur l'héritage de la Chambre des lords, et pendant ce temps, Christopher et sa femme vivent au Château de Raby.
Lorsque son fils Gilbert épouse Marie Randyll, Elizabeth commence une querelle avec sa belle-fille, qui force Christopher et Elisabeth à revenir à Fairlawne. Marie est décrite comme "scandaleuse" par Christopher Vane (et elle croit que sa fille, Anne Vane, suivait l'exemple de sa mère). En 1712, Christopher embauche John Proud, l'intendant du château de Raby, et envoie 200 ouvriers détruire le château.
En réponse, Gilbert poursuit Christopher en demandant des dommages-intérêts pour le château, dans le procès Vane vs Lord Barnard 1716.
Il est décédé le 28 octobre 1723, âgé de 70 ans à Shipbourne, Kent et est enterré dans l'église paroissiale. Il écrit dans un codicille à son testament que Pierre Smart recevrait £40 par an et lègue £200 à Christopher Smart et 50 £ pour les autres enfants de Pierre Smart. Christopher Smart n'a jamais reçu cet argent, car il perd dans la bataille judiciaire. En réponse à cette perte, Henry Vane (1er comte de Darlington), le petit-fils de Christopher, prend le jeune Christopher Smart au Château de Raby et paie ses études à l'école de Durham.

## Famille
Le 9 mai 1676, il épouse Elizabeth Holles, fille de Gilbert Holles (3e comte de Clare). La mésentente est immédiate entre Christophe et Elisabeth d'un côté, et son frère et cohéritier John Holles (1er duc de Newcastle). Ils ont trois enfants :
- Henry Vane (1676–1676), meurt en bas âge.
- Gilbert Vane, 2e baron Barnard (1678–1753), marié à Marie Randyll (1681-1728), la mère d'Anne Vane, la maîtresse de Frédéric, Prince de Galles
- William Vane (1er vicomte Vane) (c. 1680–1734), marié à Lucie Jolliffe